# البائع الخارق (مسلسل)
العداد الخارق (بالكورية: 경이로운 소문؛ الموسم 2: العداد الخارق: لكمة مضادة (بالكورية: 경이로운 소문 2: 카운터 펀치)؛ هو مسلسل تلفزيوني كوري جنوبي لعام 2020. العمل مقتبس من مانهوا بنفس الاسم للكاتب جانغ يي، عرض المسلسل بتاريخ 23 أغسطس 2020 ، على قناة أو سي إن كل يوم السبت والأحد في الساعة 22:30 بتوقيت KST، كما أنه متاح عالميا على نتفليكس. عرض الموسم 2 على قناة تي في ان في 29 يوليو الى 3 سبتمبر 2023.

## نظرة عن السلسلة
| الموسم | الحلقات | الحلقات | الأصلي         | الأصلي        | الأصلي   | الفترة الزمنية                |
| الموسم | الحلقات | الحلقات | الأول          | الأخير        | الشبكة   | الفترة الزمنية                |
| ------ | ------- | ------- | -------------- | ------------- | -------- | ----------------------------- |
| 1      | 16      | 16      | 28 نوفمبر 2020 | 24 يناير 2020 | أو سي إن | السبت - الأحد 9:20 مساءً (KST) |
| 2      | 12      | 12      | 29 يوليو 2023  | 3 سبتمبر 2023 | تي في إن | السبت - الأحد 9:20 مساءً       |

## القصة
تتحدث دراما «العداد الخارق» عن صائدي الشياطين الذين يدعون بالعدادين. والذين أتو إلى الأرض آخذين صفة عاملين في مطعم للراميون، وذلك للأمساك بالأرواح الشريرة التي رجعت إلى الأرض للحصول على الحياة الخالدة، كل واحد منهم لديه مهارة خاصة.

## الممثلون

### رئيسي
- جو بيونغ جيو : في دور سو مان[10]
- كيم سي جونغ : في دور دو هانا[10]
- يوو جون-سانغ : في دور غا مو تاك[10]
- يووم هاي ران : في دور تشو ماي أوك[10]
- أهن سوك هوان : في دور تشوي جانغ مو[10]

### داعم

#### الموسم 2
- جين سيون-كيو في دور ما جو سيوك[11]
- كانغ كي-يونغ في دور بيل كوانغ[11]
- كيم هيورا في دور جيلي بيررد[12]
- يوو إن-سوو في دور نا جيوك بونغ[11]

## الاستقبال

### الموسم 1
حققت الحلقة الأخيرة من المسلسل أكثر من 3.2 مليون مشاهدة مع نسبة 10.785% ، مما يجعلها واحدة من أنجح الأعمال الدراميه لعام 2020 ، اصبح المسلسل الأعلى تقييماً في تاريخ قناة أوه سي إن.

## المشاهدات
| الموسم | الموسم | رقم الحلقة | رقم الحلقة | رقم الحلقة | رقم الحلقة | رقم الحلقة | رقم الحلقة | رقم الحلقة | رقم الحلقة | رقم الحلقة | رقم الحلقة | رقم الحلقة | رقم الحلقة | رقم الحلقة | رقم الحلقة | رقم الحلقة | رقم الحلقة | المتوسط |
| الموسم | الموسم | 1          | 2          | 3          | 4          | 5          | 6          | 7          | 8          | 9          | 10         | 11         | 12         | 13         | 14         | 15         | 16         | المتوسط |
| ------ | ------ | ---------- | ---------- | ---------- | ---------- | ---------- | ---------- | ---------- | ---------- | ---------- | ---------- | ---------- | ---------- | ---------- | ---------- | ---------- | ---------- | ------- |
|        | 1      | 0.737      | 1.208      | 1.446      | 1.857      | 1.786      | 2.352      | 2.343      | 2.666      | 2.701      | 2.793      | 2.816      | 3.216      | 2.974      | 2.981      | 2.925      | 3.257      | 2.379   |
|        | 2      | 1.379      | 1.610      | 1.411      | 1.585      | 1.328      | 1.415      | 1.165      | 1.482      | 1.240      | 1.572      | 1.178      | 1.831      | غ/م        | غ/م        | غ/م        | غ/م        | 1.433   |

### الموسم 1
| متوسط تقييمات مشاهدي التلفزيون (الموسم 1) | متوسط تقييمات مشاهدي التلفزيون (الموسم 1) | متوسط تقييمات مشاهدي التلفزيون (الموسم 1) | متوسط تقييمات مشاهدي التلفزيون (الموسم 1) | متوسط تقييمات مشاهدي التلفزيون (الموسم 1) |
| الحلقات                                   | تاريخ البث                                | تقييمات (نيلسن كوريا)                     | تقييمات (نيلسن كوريا)                     |                                           |
| الحلقات                                   | تاريخ البث                                | على الصعيد الوطني                         | سيئول                                     |                                           |
| ----------------------------------------- | ----------------------------------------- | ----------------------------------------- | ----------------------------------------- | ----------------------------------------- |
| 1                                         | 28 نوفمبر 2020                            | 2.702%                                    | 3.167%                                    |                                           |
| 2                                         | 29 نوفمبر 2020                            | 4.350%                                    | 4.145%                                    |                                           |
| 3                                         | 5 ديسمبر 2020                             | 5.329%                                    | 5.789%                                    |                                           |
| 4                                         | 6 ديسمبر 2020                             | 6.724%                                    | 6.370%                                    |                                           |
| 5                                         | 12 ديسمبر 2020                            | 6.060%                                    | 6.695%                                    |                                           |
| 6                                         | 13 ديسمبر 2020                            | 7.654%                                    | 7.364%                                    |                                           |
| 7                                         | 19 ديسمبر 2020                            | 7.721%                                    | 7.602%                                    |                                           |
| 8                                         | 20 ديسمبر 2020                            | 9.302%                                    | 8.963%                                    |                                           |
| عام 2021                                  |                                           |                                           |                                           |                                           |
| 9                                         | 2 يناير 2021                              | 8.386%                                    | 8.289%                                    |                                           |
| 10                                        | 3 يناير 2021                              | 9.093%                                    | 9.188%                                    |                                           |
| 11                                        | 9 يناير 2021                              | 8.677%                                    | 7.764%                                    |                                           |
| 12                                        | 10 يناير 2021                             | 10.581%                                   | 10.203%                                   |                                           |
| 13                                        | 16 يناير 2021                             | 9.372%                                    | 9.476%                                    |                                           |
| 14                                        | 17 يناير 2021                             | 9.926%                                    | 9.870%                                    |                                           |
| 15                                        | 23 يناير 2021                             | 8.995%                                    | 8.550%                                    |                                           |
| 16                                        | 24 يناير 2021                             | 10.999%                                   | 10.785%                                   |                                           |
| متوسط                                     | متوسط                                     | 7.867%                                    | 7.764%                                    |                                           |

### الموسم 2
| متوسط تقييمات مشاهدي التلفزيون (الموسم 2) | متوسط تقييمات مشاهدي التلفزيون (الموسم 2) | متوسط تقييمات مشاهدي التلفزيون (الموسم 2) | متوسط تقييمات مشاهدي التلفزيون (الموسم 2) |
| الحلقات                                   | تاريخ البث                                | تقييمات "نيلسن كوريا"                     | تقييمات "نيلسن كوريا"                     |
| الحلقات                                   | تاريخ البث                                | على الصعيد الوطني                         | سيئول                                     |
| ----------------------------------------- | ----------------------------------------- | ----------------------------------------- | ----------------------------------------- |
| 1                                         | 29 يوليو 2023                             | 3.949%                                    | 3.948%                                    |
| 2                                         | 30 يوليو 2023                             | 5.446%                                    | 5.529%                                    |
| 3                                         | 5 اغسطس 2023                              | 4.757%                                    | 5.259%                                    |
| 4                                         | 6 اغسطس 2023                              | 4.790%                                    | 4.961%                                    |
| 5                                         | 12 اغسطس 2023                             | 4.135%                                    | 3.916%                                    |
| 6                                         | 13 اغسطس 2023                             | 4.339%                                    | 4.530%                                    |
| 7                                         | 19 اغسطس 2023                             | 3.841%                                    | 3.883%                                    |
| 8                                         | 20 اغسطس 2023                             | 4.417%                                    | 4.363%                                    |
| 9                                         | 26 اغسطس 2023                             | 3.929%                                    | 3.878%                                    |
| 10                                        | 27 اغسطس 2023                             | 4.901%                                    | 4.772%                                    |
| 11                                        | 2 سبتمبر 2023                             | 3.749%                                    | 3.735%                                    |
| 12                                        | 3 سبتمبر 2023                             | 6.065%                                    | 6.440%                                    |
| متوسط                                     | متوسط                                     | 4.527%                                    | 4.601%                                    |

## الإنتاج

### صناعة
- التخطيط العام  : لي ميونغ هان ج1 (OCN) & هونغ كي سونغ ج2 (CJ ENM).
- تخطيط الإنتاج : كيم يونغ كيو (S.D)
- فريق العمل : نيو انترتينمنت (الموسم 1) بتتي & كراتورز (الموسم 2)[7]
- كتابة : يو جي نا (الحلقة 1 إلى 12)، يو سيون دونغ (الحلقة 13) ، كيم ساي بوم (الحلقة 14 إلى 16) سيكتب ايضا الموسم الثاني.[11]

### عن الإنتاج
كاتب السيناريو ايو جي نا تركت المسلسل بعد 12 حلقة بسبب «الآراء المختلفة حول القصة والنهاية للمسلسل» ؛ الحلقة الثالثة عشر كتبها المخرج يو سيون دونغ، والحلقات الثلاث الأخيرة من الموسم كتبها كيم ساي بوم.
في يوليو 2020 ، تم الانتهاء من أختيار فريق التمثيل لمسلسل.
عُقدت جلسة قراءة السيناريو في أكتوبر 2020.
تم إصدار أول نظرة له في 19 أكتوبر 2020 ، حيث أعطت نظرة خاطفة على الشخصيات.
تجمع هذه الدراما بين جوو بيونغ جيو ولي جي وون اللذين عملا معًا سابقًا في الدراما الناجحة Sky Castle.

### الموسم 2
في 25 يناير 2021 ، تم تجديد المسلسل رسميًا لموسم ثانٍ.
سيخرج المسلسل يو سيون دونغ مرة اخرى وسيكتبه كيم ساي بوم الذي كتب الموسم الاول من (الحلقة 14 إلى 16). وهو تعاونهم الثاني بعد مسلسل سيئ ومجنون 2021.

## الجوائز والترشيحات
| قائمة الجوائز والترشيحات | قائمة الجوائز والترشيحات | قائمة الجوائز والترشيحات    | قائمة الجوائز والترشيحات | قائمة الجوائز والترشيحات | قائمة الجوائز والترشيحات |
| السنة                    | الجائزة                  | الفئة                       | المستلم                  | النتيجة                  | م.                       |
| ------------------------ | ------------------------ | --------------------------- | ------------------------ | ------------------------ | ------------------------ |
| 2021                     | جوائز بايكسانغ للفنون    | أفضل ممثلة مساعدة (تلفزيون) | يوم هي ران               | فوز                      | [ 25 ] [ 26 ]            |

## روابط خارجية
- الموقع الرسمي
 (بالكورية) (الموسم 1)
- الموقع الرسمي
 (بالكورية) (الموسم 2)
- مقالات تستعمل روابط فنية بلا صلة مع ويكي بيانات
- البائع الخارق على هانسينما